# Martinskirche (Düsseldorf-Unterbilk)

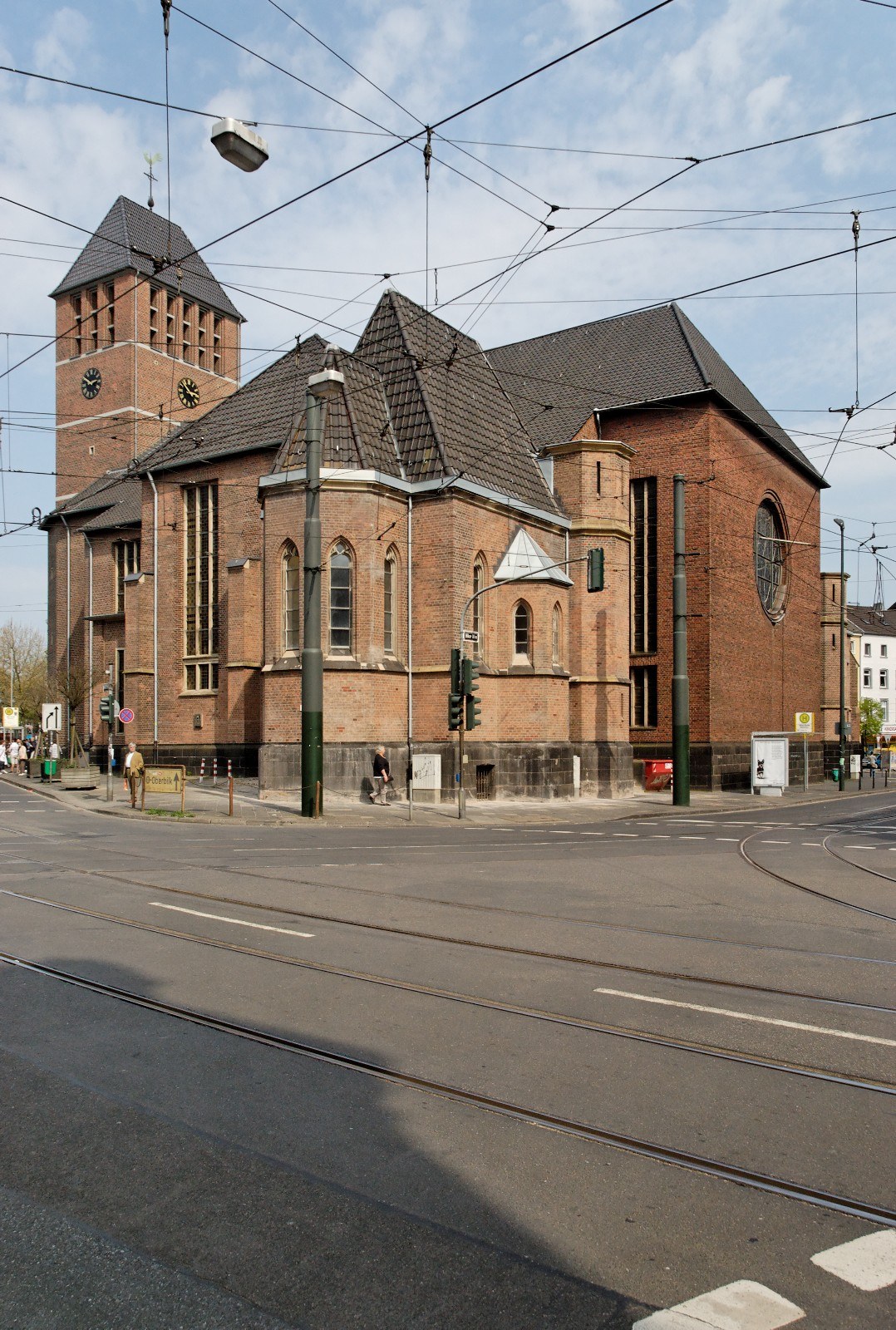
Martinskirche

Die katholische Martinskirche, auch Bilker Kirche genannt, steht in Düsseldorf-Unterbilk und ist die Pfarrkirche der Pfarrei St. Martin, die zum Seelsorgebereich Unter- und Oberbilk, Friedrichstadt und Eller-West gehört. Der im Krieg gesprengte Bau war stilistisch mit der Suitbertuskirche verwandt.

## Geschichte
Die Pfarrgemeinde St. Martin ist die älteste Bilker Pfarrei, deren Pfarrkirche bis Anfang des 19. Jahrhunderts Alt St. Martin war. Die Loretokapelle an der Kreuzung der Bilker Allee mit der Lorettostraße wurde zur neuen Pfarrkirche Bilks, nachdem 1812 die alte Martinskirche baufällig geworden war. 1893 wurde auch diese Kirche zu klein, so dass sie abgerissen und durch einen Neubau ersetzt wurde. Dieser wurde von 1894 bis 1896 nach Entwürfen des Architekten Alfred Tepe aus Driebergen bei Utrecht im Stil der Neogotik erbaut. Die Turmspitze wurde 1924 durch einen Wirbelsturm abgedreht und fiel in ein Wohnhaus. 1943 wurde die Bilker Kirche schwer beschädigt.
Im März 1945, kurz vor Kriegsende, wurde der „Bilker Dom“ ohne erkennbaren Grund von deutschen Truppen gesprengt. Die heutige Bilker Kirche wurde 1951 bis 1952 mit altem Grundriss wiederum als Basilika nach Plänen des Architekturbüros „A. & W. Dickmann“ erbaut.

## Architektur
Der neogotische Kirchenbau war eine dreischiffige Hallenkirche mit Querschiff und frei polygonal geschlossenen Chören. Der Grundriss hatte die Form eines Dreiecks. Den Seitenchören schlossen sich die Sakristei und die Taufkapelle an und bildeten somit den westlichen Abschluss des Gebäudekomplexes. Ein großer quadratischer Glockenturm dominierte den Gebäudekomplex.
Der Laienraum war 850 m² groß und bot 2500 Besuchern Platz. Als Baumaterial dienten Ziegelsteine. Gesimse und Maßwerk wurden mit Sandstein gestaltet.

## Abbildungen

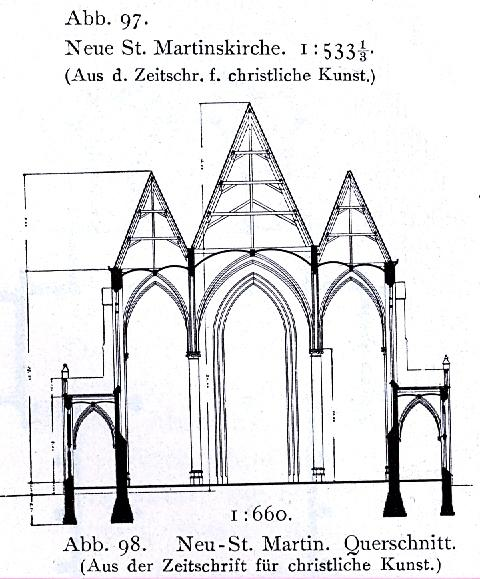
Querschnitt
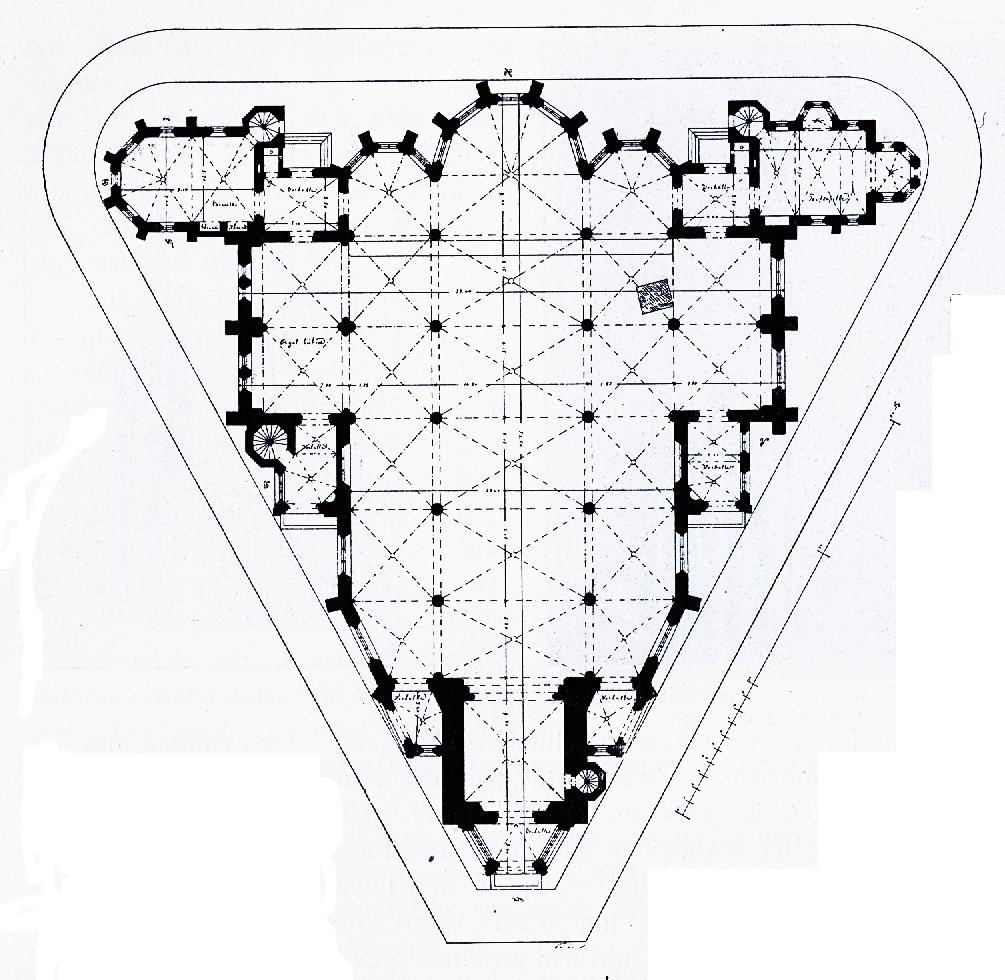
Grundriss
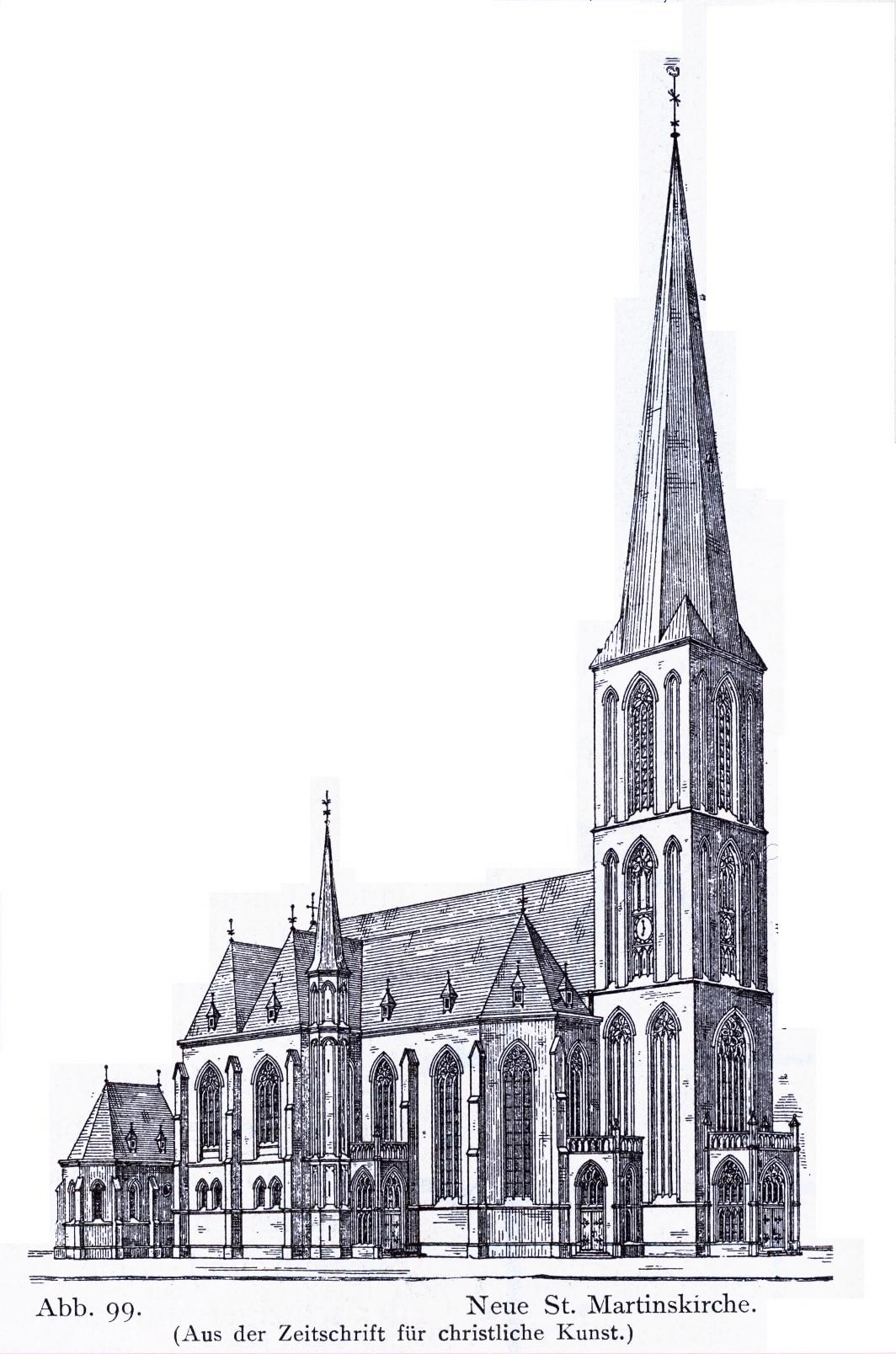
Außenansicht, Zeichnung